# Valtteri Bottas
Valtteri Bottas, finski dirkač, * 28. avgust 1989, Nastola, Finska.
Bottas je v sezonah 2009 in 2010 osvojil tretje mesto v prvenstvu Evropske Formula 3, leta 2011 pa je postal prvak serije GP3. V sezoni 2012 je bil testni dirkač moštva Williams-Renault, na večini dirk tudi tretji dirkač, v sezoni 2013 pa je napredoval do mesta stalnega dirkača. S štirimi prvenstvenimi točkami je osvojil sedemnajsto mesto v prvenstvu z osmim mestom na dirki za Veliko nagrado ZDA. Po upokojitvi Nica Rosberga po sezoni 2016 je ekipa Mercedes na njegovo mesto izbrala Bottasa. Po petih sezonah in 10 zmagah pri Mercedesu je pred sezono 2022 prestopil v moštvo Alfa Romeo Racing, kjer je nadomestil rojaka Kimija Räikkönena, prav tako po njegovi upokojitvi.

## Rezultati Formule 1
(legenda) (odebeljene dirke pomenijo najboljši štartni položaj, poševne pa najhitrejši krog, †-uvrščen kljub odstopu)
| Leto | Moštvo                           | Šasija                        | Motor                           | 1       | 2      | 3      | 4       | 5       | 6       | 7      | 8     | 9       | 10      | 11      | 12     | 13     | 14     | 15      | 16      | 17     | 18     | 19      | 20      | 21      | Prv | Toč |
| ---- | -------------------------------- | ----------------------------- | ------------------------------- | ------- | ------ | ------ | ------- | ------- | ------- | ------ | ----- | ------- | ------- | ------- | ------ | ------ | ------ | ------- | ------- | ------ | ------ | ------- | ------- | ------- | --- | --- |
| 2012 | Williams F1 Team                 | Williams FW34                 | Renault RS27-2012 2.4 V8        | AVS     | MAL TD | KIT TD | BAH TD  | ŠPA TD  | MON     | KAN    | EU TD | VB TD   | NEM TD  | MAD TD  | BEL TD | ITA TD | SIN    | JAP TD  | KOR TD  | IND TD | ABU TD | ZDA     | BRA TD  |         | –   | –   |
| 2013 | Williams F1 Team                 | Williams FW35                 | Renault RS27-2013 2.4 V8        | AVS 14  | MAL 11 | KIT 13 | BAH 14  | ŠPA 16  | MON 12  | KAN 14 | VB 12 | NEM 16  | MAD Ret | BEL 15  | ITA 15 | SIN 13 | KOR 12 | JAP 17  | IND 16  | ABU 15 | ZDA 8  | BRA Ret |         |         | 17. | 4   |
| 2014 | Williams Martini Racing          | Williams FW36                 | Mercedes PU106A Hybrid 1.6 V6 t | AVS 5   | MAL 8  | BAH 8  | KIT 7   | ŠPA 5   | MON Ret | KAN 7  | AVT 3 | VB 2    | NEM 2   | MAD 8   | BEL 3  | ITA 4  | SIN 11 | JAP 6   | RUS 3   | ZDA 5  | BRA 10 | ABU 3   |         |         | 4.  | 186 |
| 2015 | Williams Martini Racing          | Williams FW37                 | Mercedes PU106B Hybrid 1.6 V6 t | AVS DNS | MAL 5  | KIT 6  | BAH 4   | ŠPA 4   | MON 14  | KAN 3  | AVT 5 | VB 5    | MAD 13  | BEL 9   | ITA 4  | SIN 5  | JAP 5  | RUS 12† | ZDA Ret | MEH 3  | BRA 5  | ABU 13  |         |         | 5.  | 136 |
| 2016 | Williams Martini Racing          | Williams FW38                 | Mercedes PU106C Hybrid 1.6 V6 t | AVS 8   | BAH 9  | KIT 10 | RUS 4   | ŠPA 5   | MON 12  | KAN 3  | EU 6  | AVT 9   | VB 14   | MAD 9   | NEM 9  | BEL 8  | ITA 6  | SIN Ret | MAL 5   | JAP 10 | ZDA 16 | MEH 8   | BRA 11  | ABU Ret | 8.  | 85  |
| 2017 | Mercedes AMG Petronas F1 Team    | Mercedes F1 W08 EQ Power+     | Mercedes M08 EQ Power+ 1.6 V6 t | AVS 3   | KIT 6  | BAH 3  | RUS 1   | ŠPA Ret | MON 4   | KAN 2  | AZE 2 | AVT 1   | VB 2    | MAD 3   | BEL 5  | ITA 2  | SIN 3  | MAL 5   | JAP 4   | ZDA 5  | MEH 2  | BRA 2   | ABU 1   |         | 3.  | 305 |
| 2018 | Mercedes-AMG Petronas Motorsport | Mercedes F1 W09 EQ Power+     | Mercedes M09 EQ Power+ 1.6 V6 t | AVS 8   | BAH 2  | KIT 2  | AZE 14† | ŠPA 2   | MON 5   | KAN 2  | FRA 7 | AVT Ret | VB 4    | NEM 2   | MAD 5  | BEL 4  | ITA 3  | SIN 4   | RUS 2   | JAP 2  | ZDA 5  | MEH 5   | BRA 5   | ABU 5   | 5.  | 247 |
| 2019 | Mercedes-AMG Petronas Motorsport | Mercedes AMG F1 W10 EQ Power+ | Mercedes M10 EQ Power+ 1.6 V6 t | AVS 1   | BAH 2  | KIT 2  | AZE 1   | ŠPA 2   | MON 3   | KAN 4  | FRA 2 | AVT 3   | VB 2    | NEM Ret | MAD 8  | BEL 3  | ITA 2  | SIN 5   | RUS 2   | JAP 1  | MEH 3  | ZDA 1   | BRA Ret | ABU 4   | 2.  | 326 |